# Сомбор
Сомбор је градско насеље и седиште истоимене територијалне јединице у Србији. Административни је центар Западнобачког управног округа и пети град по броју становника у Војводини. Према попису из 2022. било је 41.814 становника, док са околином има 70.818 становника. Налази се на крајњем северозападу Србије, у близини границе са Хрватском и Мађарском.
У 14. веку, на властелинском имању угарске породице Цобор, развија се мало место, које је било у власништву властелина Цобор Сент-Михаља. По овом властелину је и данашњи град Сомбор добио име. Године 1541. Османско царство заузима Цобор Сент-Михаљ. Османлије у својим дефтерима уместо имена Цобор Сент-Михаљ 1543. године наводе име Сомбор. У време османског заузимања, Сомбор је био велика варош, са градском цитаделом и пуно којунџијских дућана. Већина становништва били су Срби, а било је и Мађара. Године 1687. Сомбор освајају Аустријанци. Након завршетка Првог светског рата, Сомбор у склопу Војводства Србије и Тамишког Баната постаје део Краљевства Срба, Хрвата и Словенаца.
Град Сомбор је смешен између Паневропских коридора 7 и 10. Обзиром да је на 7  од самог града лоциран војни Аеродром Сомбор, који је Мастер планом Министарства одбране Републике Србије предвиђен за цивилни саобраћај, постоји могућност за развој ваздушног саобраћаја. Сомбор је такође познат по својим образовним установама, међу којима и Педагошки факултет.

## Историја
О настанку и далекој прошлости Сомбора историчари још и данас воде полемику. Разлог томе су непотпуни и оскудни историјски извори, међутим највише њих до сада има уверење да је у 14. веку на властелинском имању разгранате угарске породице Цобор почела убрзаније да се развија насеобина, настала још пре њиховог доласка. Први архивски помен породице Цобор потиче из 1334. године, а као властелини насеља Сентмихаљ записани су најраније 1391. године. Они ће се касније, када је насеобина ојачала, представљати као Цобори од Цобор Сент-Михаља. Временом се Цобор Сент-Михаљ увећавао и напредовао, а такође се увећавао број домова и житеља око каштела, што је Цоборима погодовало јер су тако били моћнији у међусобним велепоседничким обрачунима. Опасност од Турака убрзава одлуку која је одраније сазревала о потреби подизања стаменог утврђења, и 1478. године Цобори га, уз дозволу мађарског краља Матије Корвина подижу, и то им повећава ионако велики углед који су уживали.
Турци освајају Сомбор 1541. године и наредних век и по (све до 1687) Сомбор ће бити турска трговачка паланка и војно седиште, уједно и седиште највеће нахије у Сегединском санџаку.
После одласка Турака (1687) Сомбор насељавају нове велике скупине Буњеваца (1687) и Срба (1690) које оснивају јединице милиције која се храбро борила у познатим аустријско-турским биткама код Сланкамена (1691) и код Сенте (1697). Захваљујући учешћу у тим биткама, Сомбор 1702. г. добија статус војничког шанца на Потиској војној граници, а од 1717. г. и статус војничког места.
Дана 17. фебруара 1749. године уз високу цену (150.000 рајнских форинти је уплаћено у царске трезоре, што је са пратећим таксама и приспелим каматама тешко оптеретило град дуговима, које ће потпуно отплатити тек 1806. године), царица Марија Терезија потписује повељу којом се Сомбор уздиже у ранг слободних и краљевских градова, и која је на свечан начин предата Сомборцима 24. априла 1749. године. Сомбор је овим чином много добио. Аврам Мразовић 1778. године оснива школу „Норму“, са првим течајевима за образовање српских учитеља.
Од 1786. г. Сомбор је и седиште Бачке (касније Бачко-бодрошке) жупаније.
Напредак Сомбора ће потрајати до размеђа 19. и 20. века, када — без обзира што 1905. године град добија и електричну струју, убрзано се електрифицирајући — почињу да јављају први знаци стагнације, који ће се умножити након Првог светског рата и кулминирати поделом Краљевине Југославије на бановине, када се укидају жупаније, а Сомбор улази у састав Дунавске бановине.
Центар бановине се сели у Нови Сад, а тиме и све значајније управне, судске и друге жупанијске установе. Сомбор, који је одувек грађен да буде центар, одједном се нашао у неповољном залеђу, ван магистралних праваца, са никад јаком привредом, чије богато културно наслеђе остаде као одблесак негдање славне прошлости и превелико оптерећење за смањене материјалне могућности. Међутим, Сомборци су се истакли и у припремању и одржавању Велике народне скупштине у Новом Саду, на којој је 25. новембра 1918. године донета одлука о отцепљењу Српског, буњевачког и осталог словенског народа из бивше Војводине од Угарске и присаједињење Баната, Бачке и Барање Краљевини Србији, а уједно је изражена жеља да се оснује јединствена држава Срба, Хрвата и Словенаца“. У подне 12. априла 1941. године хортијевци без отпора умарширавају у Сомбор. Град је ослобођен 21. октобра 1944. године. Током новембра исте године, у непосредној близини Сомбора, у Батинској бици завршним операцијама за ослобођење Југославије, гинуће за борбу недовољно обучени млади Сомборци. У исто време његови житељи ће исказати ентузијазам у опслуживању великог Болничког центра број 2, кроз који је за кратко време од почетка Батинске битке прошло преко 28.000 рањених и оболелих партизана и црвеноармејаца.
| Важне године и датуми кроз историју Сомбора |
| --- |
| - 1334. Први архивски помен властелинске породице Цобор из места Јаноши (северно од данашњег Сомбора). - 1391. Први архивски помен насеља Сентмихаљ у Бодрошкој жупанији (претече данашњег Сомбора), у власништву породице Цобор. - 1403. Први архивски запис имена Цоборсентмихаљ. - 1443. У земљотресу страдају жупна црква, каштел породице Цобор и трошне куће кметова. - 1469. Почетак изградње трвђаве са каштелом породице Цобор, који ће Цоборсентмихаљ издигнути из руралног окружења. - 1480. Изградња Доминиканског манастира и цркве у насељу Цоборсентмихаљ. - 1500. Путујући за Бач пољски херцег Сигмунд бележи боравак у насељу Combor villa Sancti Michaelis, што указује на период промене градског имена из Цобор(Сентмихаљ) у Сомбор. - 1514. Цоборсентмихаљ страда у налету побуњених кметова у Дожиној сељачкој буни. - 1541. Насеље освајају Турци у чијим дефтерима се први пут, две године касније, на попису посаде сомборске тврђаве, јавља данашњи назив Сомбор. - 1554. Сомбор је седиште једне од девет нахија у Сегединском санџаку. - 1570. У сомборској нахији налази се 108 насеља и 46 пустара. - 1578. У турском дефтеру из 1578. г. у Сомбору је забележено 169 турских и 13 српских кућа. - 1590. Сомбор посећују (у више наврата крајем XVI и током XVII века) монаси манастира Крушево (крај Лима) и Крушедол на Фрушкој гори, и овде сакупљају прилоге од православног становништва. - 1598. У Сомбору зимује војска турског савезника кримског татарског кана Гази Гираја, који оставља стихован запис у коме помиње „горке воде Сомбора“. - 1622. Прва досељавања Буњеваца у Сомбор са простора Клишког и Личког санџака. - 1640. У Сомбору израђен украсни крст за манастир Гомионицу, са ћириличним натписом. - 1665. У Сомбору борави познати турски путописац Евлија Челеби и оставља запис о овдашњим приликама, животу и изгледу града. - 1667. Сомбор је, са симболом своје тврђаве, представљен на путописној мапи Хајнриха Отендорфа. - 1685. У склопу одбрамбених припрема Турци копају дубок шанац око Сомбора, који ће касније представљати основу четири сомборска венца. - 1687. Аустријска царска војска улази у Сомбор почетком септембра, пошто се турско становништво, са војном посадом, повукло. - 1687. Доминик Дујо Марковић је са Ђуром Видаковићем на просторе Бачке довео 5.000 Буњеваца, те је проглашен капетаном сомборске милиције, а наследно племство добио је 1690. У граду и данас живе његови потомци. - 1690. У Сомбор и околину досељава се знатан број Срба у Великој сеоби, који се придружују овдашњим Буњевцима у одредима „Рацког народа милиције“ (Militia Nationali Rasciensis). - 1691. Двеста сомборских коњаника и шесто пешака у склопу сомборске "Рацке милиције" учествује у великој аустријско-турској Битки код Сланкамена, у којој гине сомборски капетан Доминик Дујо Марковић (на капетанској дужности наследиће га син Ђуро Марковић). - 1697. Сомборци, са одредом од више стотина српских и буњевачких милитара, учествују у познатој аустријско-турској Битки код Сенте. - 1698. Сачуване три ведуте Сомбора из 1697. и 1698. године на којима се још виде остаци турских грађевина и џамија. - 1699. Сомбор је среско место у Бачкој жупанији, којем припада 14 села. - 1700. На земљописној мапи сачувана ведута Сомбора на којој се виде остаци турских грађевина и џамија. - 1702. Оснивањем Потиске војне границе, Сомбор добија статус војног шанца. У граду живи 2.855 житеља. - 1703–1711. Сомборци се боре на страни Бечког двора против "куруца" (мађарских устаника) у Ракоцијевој буни. - 1716–1718. Сомборци се боре на страни Аустрије у рату против Турака. - 1717. Сомбор добија статус „војничког места”, чији је капетан гроф Јован Јанко Бранковић. - 1717. У Сомбору ради српска тривијална основна школа. - 1720. Сомбор има 2.916 житеља. - 1722. У Сомбору постоји католичка основна школа. - 1735. Нови сомборски капетан је Матија Марко Марковић, унук капетана Дује Марковића и синовац капетана Ђуре Марковића. - 1737–1739. Сомборци се боре на страни Аустрије у рату против Турака. - 1739. Епидемија куге десеткује становнике Сомбора. - 1741. Сомборски граничари се наредне четири године боре по европским ратиштима (у Шлезији, Чешкој и Баварској), у ратовима за аустријско наслеђе. - 1745. Одлуком царице Марије Терезије Сомбор губи статус војничког места на Потиској војној граници, због чега Сомборци на збору 18. новембра доносе одлуку да крену у борбу за елибертацију града и очување својих привилегија. - 1748. 1. јула потписан је уговор назван „Алтернатива”, као предуслов за добијање статуса слободног и краљевског града, којим су утврђени принципи поделе власти између православаца и римокатолика. По слову и духу овог уговора градска власт ће бити устројена током наредних сто година. - 1749. Сомбор је Елибертационом повељом (или Привилегијалним писмом) царице Марије Терезије, 17. фебруара, проглашен за „слободан и краљевски град”, а та привилегија је плаћена 150.000 сребрних рајнских форинти. За првог градоначелника Сомбора изабран је 24. априла Буњевац Мартин Парчетић. - 1750. Сомбор постаје седиште администрације Коморске управе за Бачку. - 1759. Оснива се Граматикална (латинска) школа, која 1763. прераста у Градску граматикалну школу. - 1761. Завршена изградња православне цркве Св. великомученика Георгија. - 1762. Завршена изградња римокатоличке цркве Пресветог Тројства. - 1766. 1. марта, основана Служба прве помоћи, најстарија на просторима данашње Војводине. - 1766. Фердинанд Планк отвара прву апотеку „Код златног лава”. - 1772. У граду живи 9.864 становника (6.597 православних и 3.267 римокатолика). - 1774. Сенатор и некадашњи градоначелник Сомбора Јосип Марковић храстовим жиром из Славоније пошумио је преко 900 јутара градског земљишта у атару Буковца и око 150 јутара у атару Шикаре. Шуме су биле у власништву града. - 1778. Сомбор постаје седиште врховног директората свих српских школа у печујском округу (Бачка, Барањска и Толнајска жупанија). - 1778. Аврам Мразовић 1. маја оснива српску основну школу „Норма”, са првим течајевима за образовање српских учитеља. - 1785. Сомбор броји 13.360 житеља. - 1786. После посете Сомбору аустријски цар Јосип II исељава фрањевце и одређује Сомбор за стално административно седиште Бачке жупаније, која ће наредне 23 године бити смештена у некадашњем фрањевачком манастиру. - 1788. Као фрајкор, у Сомбору неко време борави Ђорђе Петровић Карађорђе, будући вожд Првог српског устанка. - 1789. Отпочела је са радом редовна пошта (видети Стара пошта у Сомбору). - 1790. Завршена је изградња православне цркве Св. Јована Претече. - 1802. Формално су уједињене Бачка и Бодрошка жупанија, мада је до тога стварно дошло знатно раније. - 1802. Завршено прекопавање Великог Бачког ("Францовог") канала Дунав-Тиса, чиме Сомбор добија значајну саобраћајницу и решава регулацију подземних вода. - 1807. Сомбор и Велики бачки канал посећује аустријски цар Франц I. У Сомбору ће поново боравити и 1809. године. - 1808. Довршена је градња здања Жупаније на острву "Пандур", крај тадашњег градског вашаришта. - 1812. У Сентандреји је 3/15. новембра почела са радом Српска учитељска Школа (Препарандија), као наследница сомборске „Норме”. Ова школа је 1816. г. пресељена у Сомбор, где у континуитету постоји и ради до данас. - 1817. Потписом цара Франца I у сомборској Препарандији основана је прва школска библиотека. - 1818. Изглед Сомбора верно је сачуван на ведути коју је наменски начинио сомборски градитељ и архитекта Франц Гфелер. - 1828. Почело је осветљавање града са осам првих светиљки постављених испред Градске куће (лампе су првобитно биле петролејске, касније уљане и гасне, а од почетка XX века електричне). - 1831. Градске улице добијају званична имена (Златна греда, Шеширџијска, Вунарска, Ткачка, Соларска, Сувајска, Бела голуба, Летња, Јесења, Јутарња, Вечерња, Ветровита, Песковита, Каменита, Срнина, Јазавачка, Јоргованска, Баштенска, Виноградска, Купинова, Липина...) - 1831. Завршено прво велико геодетско премеравање града и градског атара - 1840. У Сомбору отпочела са радом прва текстилна радионица на парни погон у Војводини. - 1842. Довршена изградња Градске куће као седишта Магистрата сомборског. - 1844. Основана Мађарска читаоница. - 1845. Основана Српска читаоница. - 1848/49. У време Мађарске револуције Сомбор често мења господаре, трпи пљачке и претње, а уласком српских јединица 1849. постаје седиште привременог окружја сомборско-бачког. - 1850. Сомбор је постао седиште врховног жупана за бачко, торонталско и вршачко окружје у новоуспостављеном Војводству српском. - 1850. Основано Друштво српског позоришта. - 1850. Отпочела са радом прва штампарија Нандора Битермана. - 1852. Сомбор има 22.363. житеља (Нови Сад 19.000, Београд 18.860). - 1853. Отворена Нижа реална гимназија на немачком језику. - 1859. Основана Градска библиотека. - 1861. Основано Српско добровољно позоришно друштво. - 1865. Изашао први лист на мађарском језику, „Ипар”. - 1866. Излази "Школски лист" (до 1914) и "Пријатељ србске младежи" (до 1868). - 1868. Основана Сомборска штедионица, прва банкарска установа у Сомбору. - 1869. Отворена Реална гимназија на српском и мађарском наставном језику. - 1869. Стигла прва железничка пруга из правца Суботице. - 1870. Основано Српско певачко друштво. - 1871. Основан „Сомборски лојд”. - 1871. Основано Пољопривредно удружење Бачко-Бодрошке жупаније. - 1872. Отворена Виша (осмогодишња) гимназија на мађарском наставном језику. - 1872. Одржана оснивачка скупштина Добровољног ватрогасног друштва. - 1872. Почиње поплочавање (калдрмисање) Главне улице. - 1875. Отворена Српска виша девојачка школа. - 1878. Покренут недељни лист на мађарском језику „Бáцска” (до 1918). - 1878. Излази „Голуб”, „лист за српску младеж”, у коме су своје прве радове објавили Војислав Илић, Бранислав Нушић, Јован Дучић, Алекса Шантић, Борислав Станковић, Милош Црњански и др. (излазио до 1914). - 1880. Сомбор има 24.623 житеља (више него Љубљана, Загреб, Скопље). - 1880. Др Милан Јовановић Батут покреће лист „Здравље”. Излази и лист "Родољуб" на српском језику. - 1882. Подигнута здања градског Позоришта и Српске читаонице. Реконструисано здање Жупаније. - 1882. Почиње са излажењем лист „Zombor és vidéke” (Сомбор и његова околина) — излазио до 1914. - 1883. Основано Историјско друштво Бачко-бодрошке жупаније, чији је наследник Историјско друштво Сомбор (1936) и Градски музеј (1945). - 1883. Саграђено здање Мађарске читаонице. - 1884. Излази лист "Бачванин" на српском језику (до 1893) - 1886. Почело са радом прво српско забавиште у Сомбору, названо „Колица”. Завршена изградња нове зграде Гимназије. - 1887. Основано Сомборско спортско удружење. - 1890. Излази "Домаћи лист" на српском језику (до 1893). - 1891. Тадашњи сомборски градоначелник др Бене Чихаш почиње планско озелењавање града младицама бођоша, што ће Сомбор временом учинити једним од најзеленијих европских градова. - 1895. Пуштен у погон први млин на парне ваљке „Експорт” у коме је засветлела и прва електрична сијалица у Сомбору. - 1895. Подигнута нова зграда Српске учитељске школе (Препарандије) као задужбина патријарха српског Георгија Бранковића. - 1898. У великој сали Жупаније постављена монументална слика Франца Ајзенхута „Битка код Сенте”, уље на платну, величине 7x4 метра. - 1899. Основано Друштво слободног лицеја. - 1900. Сомбор броји 29.607 житеља. - 1904. Освећена нова римокатоличка црква Св. краља Стефана (Иштвана, Стјепана), а наредне године завршена изградња Кармелићанског манастира поред цркве. - 1905. Почетак електрификације града. Излази лист "Слога" на српском језику (до 1914). - 1908. Отпочео са радом први биоскоп. - 1910. У Сомбору приређена прва уметничка изложба српских сликара из Србије и Аустроугарске. - 1910. 25. децембра у Сомбору је основан Савез српских певачких друштава, обухватајући 47 дружина из целе Аустроугарске монархије. - 1912. Основано Радничко спортско удружење. - 1914. Прва слава Срба певача — слет српских певачких друштава из целе Аустроугарске монархије. - 1914. Преко 3.000 Сомбораца је мобилисано и одлази на фронтове Великог рата - 1918. 13. новембра одреди српске војске улазе у Сомбор и локалну власт предају Народном одбору Срба и Буњеваца - 1918. 25. новембра Сомборци учествују на Великој народној скупштини у Новом Саду на којој је изгласано присаједињење Војводине Краљевини Србији. Први председник Народне управе (владе Војводине) постао је Сомборац др Јован Јоца Лалошевић - 1925. Основана у Сомбору прва пољопривредна берза у Југославији. Укинута је Бачко-бодоршка жупанија, чије се седиште од 1786. г. налазило у Сомбору. Болница Краља Александра и Краљице Марије освећена 24. маја. - 1927. Сомбор је једно од 33 обласна средишта на територији Краљевине СХС. - 1929. Оснивају се бановине, а смештајем седишта Дунавске бановине у Нови Сад, Сомбор, након једног и по века, престаје да буде регионално средиште. - 1935. Власти Дунавске бановине покушавају да промене име Сомбора у „Бранковићево“, чему се грађани и руководство града успешно супротстављају. - 1941. У град 12. априла улазе мађарске окупационе јединице. - 1944. 21. октобра, уласком јединица Црвене армије и Народноослободилачке војске Југославије, Сомбор је ослобођен од фашистичке окупације. - 1954. Отпочеле са излажењем „Сомборске новине”. - 1961. Одржане прве Сомборске музичке вечери. - 1961. Почела са радом „Ликовна јесен”. - 1962. Значајним уделом добровољних прилога грађана, изграђена и предата на употребу нова зграда Учитељске школе. - 1966. Почела са радом Галерија „Милан Коњовић“. - 1973. Радио Сомбор почео да емитује програм. - 1973. Учитељска школа прераста у Педагошку Академију. - 1973. Одржан Први међународни сајам перадарства. - 1976. Одржани први сомборски Медицински дани, од тада стални сусрети медицинских радника из земље и иностранства. - 1992. Сомбор постаје седиште Западнобачког округа. - 1993. Педагошка академија прераста у Учитељски факултет. - 1993. Одржан први Позоришни маратон, јединствена манифестација којом Народно позориште Сомбор завршава сезону. - 1998. Одржана прва велика манифестација „Сомборски котлић“ на градском тргу, која ће постати традиционална, на којој сваке године учествује више хиљада Сомбораца и њихових гостију. - 1999. Делови сомборске периферије страдају у честим бомбардовањима авијације НАТО савеза. - 2006. Учитељски факултет прераста у Педагошки факултет. - 2007. Сомбор добија статус града. - 2008. Завршена реконструкција Главне улице (улица Краља Петра I). - 2011. Постављена реплика некадашњег крста на тргу Св. Ђорђа испред Светођурђевске цркве и споменик Лази Костићу испред његове куће. - 2013. Постављена скулптура Ернеста Бошњака, пионира јужнословенске кинематографије, на Тргу Св. Ђорђа. - 2017. Постављена скулптура Вељка Петровића, књижевника, на главној улици, испред здања Градске библиотеке |

## Природно-географски положај
Град Сомбор се налази у северозападном делу Војводине, односно Србије. Сомбор и његов атар су на дну басена некадашњег Панонског мора, омеђени на карти Европе са 16°31' и 17°06'30" источне географске дужине и 46°34'15" и 46°03'20" северне географске ширине Територија се према северу граничи са Мађарском, на североистоку са општином Суботица, на истоку општином Бачка Топола, на југоистоку са општином Кула, на југу са општином Оџаци, на југозападу са општином Апатин и на западу са територијом Републике Хрватске.
Према томе, њен простор је оивичен границама пет општина и територија ван Србије. Општина је веома добро повезана магистралним и регионалним путевима који иду из правца Бачког Брега, Суботице, Новог Сада и Оџака. Сомбор је од Београда удаљен 175 km, а од Будимпеште 220 km. Планиметријски посматрано, површина Општине има својим преовлађујућим, северним и средњим делом облик неправилног многоугла, на који се према југу надовезује сужени појас оивичен врло кривудавом граничном линијом. Геоморфолошку основу терена општине Сомбор чине део телечке лесне заравни која захвата око 1/3 њене територије; лесна тераса, Надморске висине распона 90-100 m и алувијална раван Дунава, састављена из нижег инундационог дела и алувијалне терасе. Поменуте морфолошке целине су дисециране воденим токовима меду којима доминира релативно густа каналска мрежа.
Посебну вредност положају подручја општине нарочито дају околности да се она налази у Панонском басену и да припада ужој зони Подунавља, односно да се налази у зони Коридора 7, који је већ уцртан у европску мрежу саобраћајних праваца, захваљујући којима је у знатној мери одређена просторно-функционална вредност и положај општине у односу на друга подручја.
На 1.178 km² са градом се сместило и 16 салашких насеља, посебна особеност овога краја, и још 15 села: Алекса Шантић, Бачки Брег, Бачки Моноштор, Бездан, Чонопља, Дорослово, Гаково, Кљајићево, Колут, Растина, Риђица, Станишић, Светозар Милетић, Стапар и Телечка.

### Градске четврти и насеља Сомбора
- Буковац
- Ранчево
- Билић
- Лугово
- Жарковац
- Ненадић
- Градина
- Радојевићи
- Ленија
- Шапоње
- Милчић
- Обзир
- Чичови
- Бездански салаши

### Приградска насеља
- Чонопља - 3.426 становника 2011. године.
- Светозар Милетић - 2.746
- Станишић - 3.987
- Риђица - 2.011
- Растина - 411
- Кљајићево - 5.045
- Гаково - 1.810
- Крушевље - 8
- Телечка - 1.720
- Алекса Шантић - 1.770
- Колут - 1.327
- Бездан - 4.623
- Бачки Брег - 1.140
- Стапар - 3.282
- Дорослово - 1.497

### Клима
С обзиром на географски положај, основне климатске карактеристике подручја општине Сомбор су умерено — континентално поднебље са одређеним специфичностима по појединим деловима подручја (мања сума падавина и већа учесталост ветрова на Телечкој заравни итд.). Према вишегодишњим просечним вредностима основних климатских елемената, пре свега према средњој годишњој температури ваздуха, која има вредност 10,8 °C (најнижа је у јануару и износи -0,9 °C, а највиша у јулу), просечној годишњој висини падавина (585 mm), просечној суми интензитета сунчеве радијације (укупно током године око 0,14 kWb/cm", а само у летњим месецима око 0,058 kWh/cm), око 2.170 часова осунчавања у години итд., очигледно је да су на подручју наше општине обезбеђени оптимални биолошки услови за живот и рад. Међутим, врло често због великих колебања или неравномерног распореда и екстремних појава климатских елемената, у краћим или дужим временским интервалима долази и до посебних климатских ексцеса (суша, велике количине падавина, рани и касни мразеви итд.). Клима општине Сомбор условљена је и струјањем ваздушних маса из Руске низије и средње Европе, струјањем са југа и југозапада и ваздушним масама са Атлантског океана. Прве доносе континенталне и поларне одлике, док масе са Атлантика доносе влажно и нестабилно време.

#### Температура ваздуха
Температура ваздуха се креће од најнижих у јануару, до највиших у јулу, а потом поново опада све до јануара. Средња годишња температура ваздуха у општини Сомбор за поменути период има вредност од 10,5 °C. Температурна амплитуда износи 21,8 °C.

#### Ветрови
Најчешћи ветрови су из правца северозапада (148 промила) и севера (северац) са 147 промила. На треће место по честини јављања, долази југоисточни ветар (кошава) са 114 промила. Просечна јачина ветрова (у Бофорима) је прилично мала и креће се у распону од 1,9 (јужни ветар) до 2,8 (северни ветар).

## Демографија
Види још: Демографска историја Сомбора.
У насељу Сомбор живи 41.889 пунолетних становника, а просечна старост становништва износи 40,3 година (38,7 код мушкараца и 41,9 код жена). У насељу има 18.224 домаћинства, а просечан број чланова по домаћинству је 2,80.
Становништво у овом насељу веома је нехомогено са српском већином, а примећен је пад у броју становника.
|             | \| Демографија[1] \| Демографија[1] \| Демографија[1] \| \| Година \| Становника \| Становника \| \| -------------- \| -------------- \| -------------- \| \| 1948. \| 33.613 \| \| \| 1953. \| 33.632 \| \| \| 1961. \| 37.760 \| \| \| 1971. \| 44.100 \| \| \| 1981. \| 48.454 \| \| \| 1991. \| 48.993 \| 48.205 \| \| 2002. \| 51.471 \| 52.648 \| \| 2011. \| 47.623 \| \| \| 2022. \| 41.814 \| \| |            |
| Демографија | |            |
| Година      | Становника | Становника |
| 1948.       | 33.613 |            |
| 1953.       | 33.632 |            |
| 1961.       | 37.760 |            |
| 1971.       | 44.100 |            |
| 1981.       | 48.454 |            |
| 1991.       | 48.993 | 48.205     |
| 2002.       | 51.471 | 52.648     |
| 2011.       | 47.623 |            |
| 2022.       | 41.814 |            |

| Етнички састав према попису из 2022. ‍ | Етнички састав према попису из 2022. ‍ | Етнички састав према попису из 2022. ‍ | Етнички састав према попису из 2022. ‍ | Етнички састав према попису из 2022. ‍ |
| ------------------------------------- | ------------------------------------- | ------------------------------------- | ------------------------------------- | ------------------------------------- |
|                                       |                                       |                                       |                                       |                                       |
| Срби                                  | Срби                                  |                                       | 28.092                                | 67,18%                                |
| Хрвати                                | Хрвати                                |                                       | 2.140                                 | 5,11%                                 |
| Мађари                                | Мађари                                |                                       | 1.923                                 | 4,59%                                 |
| Буњевци                               | Буњевци                               |                                       | 1.087                                 | 2,59%                                 |
| непознато                             | непознато                             |                                       | 6.813                                 | 16,29%                                |
| укупно: 41.814                        |                                       |                                       |                                       |                                       |

| Етнички састав према попису из 2011.‍ | Етнички састав према попису из 2011.‍ | Етнички састав према попису из 2011.‍ | Етнички састав према попису из 2011.‍ | Етнички састав према попису из 2011.‍ |
| ------------------------------------ | ------------------------------------ | ------------------------------------ | ------------------------------------ | ------------------------------------ |
|                                      |                                      |                                      |                                      |                                      |
| Срби                                 | Срби                                 |                                      | 32.180                               | 67,57%                               |
| Хрвати                               | Хрвати                               |                                      | 2.863                                | 6,01%                                |
| Мађари                               | Мађари                               |                                      | 2.851                                | 5,98%                                |
| Буњевци                              | Буњевци                              |                                      | 1.629                                | 3,42%                                |
| Југословени                          | Југословени                          |                                      | 594                                  | 1,24%                                |
| Црногорци                            | Црногорци                            |                                      | 805                                  | 0,99%                                |
| Немци                                | Немци                                |                                      | 291                                  | 0,61%                                |
| Роми                                 | Роми                                 |                                      | 149                                  | 0,31%                                |
| Македонци                            | Македонци                            |                                      | 118                                  | 0,24%                                |
| Албанци                              | Албанци                              |                                      | 110                                  | 0,23%                                |
| Словаци                              | Словаци                              |                                      | 79                                   | 0,16%                                |
| Муслимани                            | Муслимани                            |                                      | 69                                   | 0,11%                                |
| Русини                               | Русини                               |                                      | 59                                   | 0,12%                                |
| Горанци                              | Горанци                              |                                      | 57                                   | 0,12%                                |
| Словенци                             | Словенци                             |                                      | 52                                   | 0,11%                                |
| Бугари                               | Бугари                               |                                      | 24                                   | 0,05%                                |
| Руси                                 | Руси                                 |                                      | 23                                   | 0,04%                                |
| Бошњаци                              | Бошњаци                              |                                      | 17                                   | 0,03%                                |
| Украјинци                            | Украјинци                            |                                      | 17                                   | 0,03%                                |
| Румуни                               | Румуни                               |                                      | 13                                   | 0,02%                                |
| Власи                                | Власи                                |                                      | 1                                    | 0,00%                                |
| остали                               | остали                               |                                      | 296                                  | 0,62%                                |
| регионална припадност                | регионална припадност                |                                      | 1.204                                | 2,53%                                |
| неизјашњени                          | неизјашњени                          |                                      | 4.320                                | 9,07%                                |
| непознато                            | непознато                            |                                      | 827                                  | 0,30%                                |
| укупно: 47.623                       |                                      |                                      |                                      |                                      |

| \| \| м \| \| \| ж \| \| ? \| 114 \| \| \| 113 \| \| 80+ \| 303 \| \| \| 688 \| \| 75—79 \| 502 \| \| \| 1.031 \| \| 70—74 \| 921 \| \| \| 1.329 \| \| 65—69 \| 1.409 \| \| \| 1.709 \| \| 60—64 \| 1.408 \| \| \| 1.790 \| \| 55—59 \| 1.383 \| \| \| 1.571 \| \| 50—54 \| 2.006 \| \| \| 2.308 \| \| 45—49 \| 2.059 \| \| \| 2.126 \| \| 40—44 \| 1.822 \| \| \| 1.905 \| \| 35—39 \| 1.711 \| \| \| 1.827 \| \| 30—34 \| 1.628 \| \| \| 1.654 \| \| 25—29 \| 1.709 \| \| \| 1.759 \| \| 20—24 \| 1.842 \| \| \| 1.813 \| \| 15—19 \| 1.750 \| \| \| 1.690 \| \| 10—14 \| 1.525 \| \| \| 1.438 \| \| 5—9 \| 1.296 \| \| \| 1.242 \| \| 0—4 \| 1.079 \| \| \| 1.011 \| \| Просек : \| 38,7 \| \| \| 41,9 \| |       |  |  |       |
| |       |  |  |       |
| | м     |  |  | ж     |
| ? | 114   |  |  | 113   |
| 80+ | 303   |  |  | 688   |
| 75—79 | 502   |  |  | 1.031 |
| 70—74 | 921   |  |  | 1.329 |
| 65—69 | 1.409 |  |  | 1.709 |
| 60—64 | 1.408 |  |  | 1.790 |
| 55—59 | 1.383 |  |  | 1.571 |
| 50—54 | 2.006 |  |  | 2.308 |
| 45—49 | 2.059 |  |  | 2.126 |
| 40—44 | 1.822 |  |  | 1.905 |
| 35—39 | 1.711 |  |  | 1.827 |
| 30—34 | 1.628 |  |  | 1.654 |
| 25—29 | 1.709 |  |  | 1.759 |
| 20—24 | 1.842 |  |  | 1.813 |
| 15—19 | 1.750 |  |  | 1.690 |
| 10—14 | 1.525 |  |  | 1.438 |
| 5—9 | 1.296 |  |  | 1.242 |
| 0—4 | 1.079 |  |  | 1.011 |
| Просек : | 38,7  |  |  | 41,9  |

| Година пописа     | 1948.  | 1953.  | 1961.  | 1971.  | 1981.  | 1991.  | 2002.  |
| ----------------- | ------ | ------ | ------ | ------ | ------ | ------ | ------ |
| Број домаћинстава | 10.806 | 11.014 | 12.967 | 15.160 | 16.981 | 17.276 | 18.224 |

| Број чланова      | 1     | 2     | 3     | 4     | 5     | 6   | 7   | 8  | 9  | 10 и више | Просек |
| ----------------- | ----- | ----- | ----- | ----- | ----- | --- | --- | -- | -- | --------- | ------ |
| Број домаћинстава | 3.816 | 4.698 | 3.819 | 3.998 | 1.230 | 482 | 123 | 38 | 11 | 9         | 2,80   |

| Пол    | Укупно | Неожењен/Неудата | Ожењен/Удата | Удовац/Удовица | Разведен/Разведена | Непознато |
| ------ | ------ | ---------------- | ------------ | -------------- | ------------------ | --------- |
| Мушки  | 20.567 | 6.235            | 12.470       | 883            | 931                | 48        |
| Женски | 23.313 | 5.059            | 12.605       | 3.970          | 1.621              | 58        |
| УКУПНО | 43.880 | 11.294           | 25.075       | 4.853          | 2.552              | 106       |

| Пол    | Укупно                    | Пољопривреда, лов и шумарство | Рибарство                            | Вађење руде и камена | Прерађивачка индустрија       |
| ------ | ------------------------- | ----------------------------- | ------------------------------------ | -------------------- | ----------------------------- |
| Мушки  | 9.977                     | 1.536                         | 16                                   | 13                   | 2.548                         |
| Женски | 7.913                     | 405                           | 1                                    | 3                    | 1.835                         |
| Укупно | 17.890                    | 1.941                         | 17                                   | 16                   | 4.383                         |
|        |                           |                               |                                      |                      |                               |
| Пол    | Производња и снабдевање   | Грађевинарство                | Трговина                             | Хотели и ресторани   | Саобраћај, складиштење и везе |
| Мушки  | 212                       | 726                           | 1.333                                | 301                  | 955                           |
| Женски | 54                        | 136                           | 1.471                                | 335                  | 323                           |
| Укупно | 266                       | 862                           | 2.804                                | 636                  | 1.278                         |
|        |                           |                               |                                      |                      |                               |
| Пол    | Финансијско посредовање   | Некретнине                    | Државна управа и одбрана             | Образовање           | Здравствени и социјални рад   |
| Мушки  | 157                       | 215                           | 778                                  | 298                  | 469                           |
| Женски | 310                       | 260                           | 516                                  | 697                  | 1.260                         |
| Укупно | 467                       | 475                           | 1.294                                | 995                  | 1.729                         |
|        |                           |                               |                                      |                      |                               |
| Пол    | Остале услужне активности | Приватна домаћинства          | Екстериторијалне организације и тела | Непознато            | Непознато                     |
| Мушки  | 412                       | 7                             | 0                                    | 1                    | 1                             |
| Женски | 296                       | 8                             | 0                                    | 3                    | 3                             |
| Укупно | 708                       | 15                            | 0                                    | 4                    | 4                             |

## Култура
- Српска читаоница у Сомбору (основана 1845.)
- Градска библиотека Карло Бијелицки (основано 1859.)
- Мађарска грађанска касина (основана 1867.)
- Сомборско певачко друштво (основано 1870.)
- Сомборски лојд (основан 1871.)
- Друштво одгајивача ситних животиња Сомбор 1871 (основано 1871.)
- Народно позориште Сомбор (основано 1882.)
- Градски музеј Сомбор (основан 1883.)
- Краљевско историјско друштво (основано 1883.)
- Атеље за витраж Станишић (основан 1898.)
- Црвени крст Сомбор (основан 1901.)
- Фото кино видео клуб Рада Крстић (основан 1904.)
- КУД Владимир Назор (основано 1936.)
- ГКУД Сомбор (основано 1973.)
- ГКУД Раванград
- Галерија Милан Коњовић
- Музеј Педагошког факултета
- Галерија Саве Стојкова
- Музеј подунавских Шваба

Овде има више споменика културе међу којима су зграда Дечије библиотеке "Карло Бјелицки", Градска кућа у Сомбору, Црква Светог Јована у Сомбору, Српска Православна црква Светог Георгија у Сомбору, Зграда Бачко-Бодрошке жупаније у Сомбору, Римокатоличка црква и жупни уред у Сомбору.
У Сомбору се налази низ архитектонски значајних зграда, попут низа зграда у старом језгру зграда и виле породице Кризманић.
Овде се налази ТВ Среће.
Године 2016, 23. септембра почео је да делује први сомборски двоструки електронски медиј Нови Радио Сомбор, који садржи портал и интернет радио који се чује свуда у свету.
У Сомбору је још пре Другог светског рата развијено голубарство.

## Спорт
Спорт у Сомбору има дугу традицију. Организовану форму добио је оснивањем Шаховског друштва (1867), Клуба мачевалаца (1872), Сомборског клизачког удружења и најстаријег атлетског клуба у земљи Маратон (1873), и, нарочито, заснивањем Сомборског спортског удружења 1887. са гимнастичком, мачевалачком, пливачком и атлетском секцијом, седиште Фудбалског клуба Раднички (1912). Сомборци су у годинама између два светска рата, били добри у ватерполу и пливању, рвању, атлетици, тенису и стоном тенису, чије је прво државно првенство одржано у Сомбору 1928. на коме је основан и Југословенски пинг понг савез. Још више домете су досегли рвачи са првим сомборским олимпијцима: Стеван Пишта Нађ и Никола Грбић (Париз 1924), да би Иван Фргић знатно касније, уз више светских и европских медаља, из Монтреала 1976. у Сомбор донео прво олимпијско сребро. Пре њега (1971) Сретен Дамјановић је освојио титулу светског првака. После Другог светског рата афирмисале су се гимнастичарке, дизачи тегова и женски рукомет, пласманом Бане Секулића у финале Купа победника купова Европе (1981) и сребрним медаљама са Олимпијаде у Москви (1980) Мирјане Ђурице и Зорице Војиновић, са селектором Јосипом Самаржијом, увећати фонд олимпијских медаља и још више подићи углед сомборског спорта. Никола Јокић је кошаркашки репрезентативац и постао је други Србин у НБА лиги који је постигао четрдесет поена на једном мечу.
Знаменити спортисти
- Радивој Кораћ (1938—1969), кошаркаш, репрезентативац и један од најбољих кошаркаша Европе;
- Тереза Кочиш (1934), гимнастичарка;
- Ивица Фргић (1953—2015), рвач, освајач сребрне медаље на Олимпијади у Монтреалу 1976. г.
- Драгица Палаверса Мијач (1953—2014), рукометашица;
- Зорица Војиновић (1958), рукометашица;
- Мирјана Ђурица (1961), рукометашица;
- Јожеф Холперт (1961), рукометаш;
- Аранка Биндер (1966), репрезентативка у стрељаштву;
- Млађан Шилобад (1971), кошаркаш;
- Далибор Чутура (1975), рукометаш;
- Јово Станојевић (1977), кошаркаш;
- Рената Кубик (1983), кајакашица;
- Марта Тибор (1983), кајакашица;
- Никола Рађен (1985), ватерполиста;
- Ервин Холперт (1986), кајакаш;
- Антонија Нађ (1986), кајакашица;
- Катарина Крпеж (1988), рукометашица;
- Кристина Лишчевић (1989), рукометашица;
- Филип Крајиновић (1992-), тенисер;
- Никола Јокић (1995), кошаркаш.

## Образовање
Прве школе у Сомбору основали су Турци у време када су владали градом. Тада је постојало шест основних школа и две медресе за ученике. Одласком Турака из Сомбора град постаје средиште среза у Бачкој жупанији, а након тога и војни шанац, што отвара врата свеколиком развоју, па тако и развоју образовања. Српска тривијална основна школа почиње са радом 1717. године, након ње оснива се католичка основна школа. Граматикална (латинска) школа основана је 1759. године, а 1763. прераста у Градску граматикалну школу.
За образовање Срба у Аустријској царевини изузетно је значајна 1778. година: најпре Сомбор постаје седиште врховног директора свих српских школа Бачке, Бодрошке, Барањске и Толнајске жупаније, а 1. маја Аврам Мразовић оснива српску основну школу — „Норму”, најстарију установу за образовање учитеља за словенски живаљ на југоистоку Европе, претечу данашњег Педагошког факултета.
Нижа реална гимназија на немачком језику са радом почиње 1853. године, а настава на српском и мађарском језику у тој школи почиње 1869. године. Виша (осмогодишња) гимназија на мађарском наставном језику отворена је 1872. године. Три године касније, 1875. отворена је Српска виша девојачка школа.
Почетак предшколског образовања у Сомбору датира из 1886. године када је са радом почело прво српско забавиште у граду названо „Школица”. У XX веку, после Другог светског рата успостављен је нови систем образовања оснивањем основних и средњих стручних школа и гимназије.
У Сомбору и околним селима данас постоји 20 основних и 6 средњих школа, основна и средња музичка школа, као и Школа за основно и средње образовање за децу са посебним потребама и Школа за основно образовање одраслих.
Педагошки факултет наставља традицију Норме из 18. века у образовању учитеља, а у Сомбору ради и одељење Универзитета „Мегатренд” које образује кадрове из области економије.

## Економија
Неке од компанија у Сомбору су:
- Пољопривредни комбинат Сомбор
- ATP Severtrans Sombor
- Betonjerka Sombor
- Ekran (Sombor)
- Hotel Internacion (Sloboda) Sombor
- Zastava specijalna vozila Sombor
- Бане Секулић (фабрика)
- Боја Сомбор А. Д.
- Александро
- Борели
- Фабрика акумулатора Сомбор
- Сомборелектро
- Сомборгас
- Сомболед

## Познати Сомборци
- Јован Јанко Бранковић (око 1675–1734), велики капетан сомборски;
- Василије Дамјановић (1734–1792), писац прве аритметике у Срба;
- Бона Михаљевић, (1742–1788), фрањевачки „илирски“ проповедник и први хроничар Сомбора.
- Аврам Мразовић (1756–1826), оснивач “Норме”, прве школе за образовање учитеља за словенски живаљ, писац и преводилац.
- Николај Шимић (1766–1848), писац прве логике код Срба;
- Гедеон Петровић (1770–1832), епископ бачки (1807–1832);
- Иван Југовић (Јован Савић) (1772–1813), секретар Правитељствујушчег совјета, устанички дипломата, касније попечитељ просвештенија (министар просвете) и оснивач Велике школе у Београду;
- Аврам Максимовић (1772–1845), свештеник сомборски, писац прве књиге о пчеларству у нас и први председник Српске читаонице у Сомбору;
- Павле Атанацковић (1788–1867), епископ будимски и бачки, професор Препарандије и књижевник, двоструки председника Матице српске, познати народни добротвор
- Јожеф Шлезингер (1794–1870), композитор, капелник музичке банде књаза Милоша и утемељивач српске грађанске музике;
- Јожеф Швајдл (1796–1849) генерал у Кошутовој војсци и један од 13 „Арадских жртава";
- Јован Хаџић (Милош Светић) (1799–1869) оснивач и први председник Матице српске, књижевник и српски законописац;
- Самуило Маширевић (1804–1870), епископ темишварски (1852–1864) и патријарх српски (1864—1870);
- Никола Ника Михајловић (1811–1895), сомборски посланик у Угарском сабору, велики жупан Бачко-бодрошке жупаније, потпредседник Мађарске краљевске курије и председник Краљевске табле (Врховног суда), велики народни добротвор;
- Габор Гросшмид (1813–1897), историчар, оснивач Историјског друштва Бачко-бодрошке жупаније
- Карло Бијелицки (1813–1878), оснивач Градске библиотеке;
- Александар Стојачковић (1822–1893), новинар, српски политичар и историчар;
- Ђорђе Бркић (1830–1914), геолог, проналазач графита;
- Никола Вукићевић (1830–1910), педагог, писац, дугогодишњи наставник и управник Српске учитељске школе (Препарандије) у Сомбору;
- Георгије Бранковић (1830–1907), сомборски прота (1859–1881), темишварски владика (1881–1890) и патријарх српски (1890–1907);
- Милка Гргурова (1840–1924), велика драмска уметница, „српска Сара Бернар“.
- Лаза Костић (1841–1910), српски књижевник, песник, драмски писац, преводилац, новинар и естетичар;
- Антал Кох (1843–1927), геолог европског угледа и академик;
- Карољ Вертеши (1843–1917), путописац и новинар;
- Ђула Вароши (1846–1910), калочки надбискуп и писац;
- Др Радивој Симоновић (1858–1950), лекар, писац, научни радник, географ, планинар;
- Јухас Арпад (1863–1914), сликар;
- Јожеф Тим (1864–1959), лекар, угледни историк;
- Јован Јоца Лалошевић (1870–1935), друштвено-политички и културни радник;
- Ернест Бошњак (1876–1963) пионир кинематографије у Јужних Словена, штампар и уредник бројних листова и часописа у Сомбору;
- Петар Коњовић (1883–1970), знаменити српски композитор;
- Вељко Петровић (1884–1967), књижевник и академик;
- Иван Радовић (1894–1973), сликар, академик, члан југословенског тима у Дејвис купу 1929. године;
- Геза Барци (1894–1975), мађарски лингвиста и академик;
- Милан Коњовић (1898–1993), сликар и академик;
- Јожеф Киш (1899–1969), холивудски сценограф (снимио 139 филмова), добитник Оскара за сценографију у филму "Брод лудака" 1966. г.;
- Јанош Херцег (1909–1995), књижевник, новинар и академик;
- Миленко Бељански Пипац, (1923–1996), новинар, хроничар и завичајни историчар, писац преко 100 књига и књижица о прошлости Сомбора;
- Павле Блесић (1924–), сликар и вајар;
- Сава Стојков (1925–2014), сликар војвођанских мотива (природе и људи);
- Велимир Веља Суботић (1925–2013), глумац, књижевник и песник, аутор стихова познате песме о фијакеристи Јагри;
- Богдан Маглић (1928–2017), амерички нуклеарни физичар, радио на Универзитету Калифорнија, једини физичар српског порекла који је открио елементарну честицу, председник Корпорације за вишу физику у Принстону и руководилац у НАСА Центру за васионску технологију у Њу Мексику, члан САНУ;
- Тихомир Новаков (1929–2015), амерички нуклеарни физичар српског порекла, радио на Беркли институту, академик САНУ;
- Звонко Богдан (1942–), певач и аутор традиционалне војвођанске староградске музике;
- Драган Мутибарић (1946–), фудбалски голман;
- Иринеј Буловић (1947–), епископ бачки;
- Иван Гутман (1947–), хемичар и математичар, академик САНУ;
- Петранка Костадинова (1948–2002), македонска певачица народне музике;
- Јожеф Фекете (1957–), књижевник и академик;
- Предраг Чичовачки (1960–), филозоф, професор на Холи Крос колеџу у САД;
- Ђорђе Вукадиновић (1962–), филозоф, новинар, политички аналитичар и нестраначки народни посланик;
- Саша Радојчић (1963–), песник и филозоф;
- Милан Граховац (1979–), параспортиста;
- Филип Крајиновић (1992–), тенисер;
- Никола Јокић (1995–), кошаркаш; НБА шампион и најкориснији играч лиге, освајач сребрне и бронзане олимпијске медаље

## Галерија
- Улица краља Петра, „корзо“ у Сомбору
- Зграда жупаније
- Галерија Милан Коњовић у Сомбору
- Споменик светом тројству у Сомбору
- Градски музеј у Сомбору
- Црква Светог Јована или Мала православна црква
- Кронићева палата
- Велика православна црква у Сомбору
- Римокатоличка црква у Сомбору
- Трг светог тројства у Сомбору
- Дрворед бођоша у Сомбору

### Мапе и карте
- Мапе, аеродроми и временска ситуација локација (Fallingrain)
- Гугл сателитска мапа (Maplandia)
- План насеља на мапи (Mapquest)